# Den onde lykke
Den onde lykke er en novellesamling skrevet af Tove Ditlevsen og udgivet første gang i 1963.

## Noveller i samlingen
- Dolken
- Måden
- Angst
- Moderen
- En fin forretning
- Fuglen
- De små sko
- Den bedste vittighed
- To kvinder
- Gentagelse
- Den onde lykke